# Saint-Martin-de-Jussac
Pour les articles homonymes, voir Saint-Martin.
Saint-Martin-de-Jussac est une commune française située dans le département de la Haute-Vienne en région Nouvelle-Aquitaine.

## Géographie

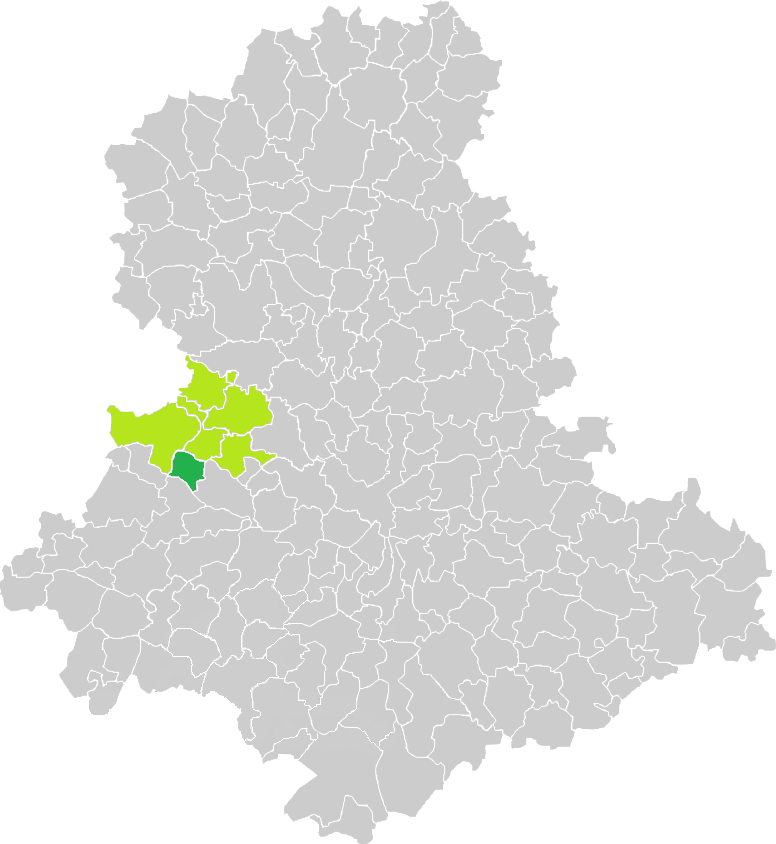
Situation de la commune de Saint-Martin-de-Jussac en Haute-Vienne.

### Communes limitrophes
Les communes limitrophes sont Chaillac-sur-Vienne, Cognac-la-Forêt, Saint-Auvent, Saint-Brice-sur-Vienne et Saint-Junien.
|                     | Saint-Brice-sur-Vienne |                 |
| Saint-Junien        | Saint-Martin-de-Jussac | Cognac-la-Forêt |
| Chaillac-sur-Vienne | Saint-Auvent           |                 |

### Climat
Pour des articles plus généraux, voir Climat de la Nouvelle-Aquitaine et Climat de la Haute-Vienne.
Historiquement, la commune est exposée à un climat océanique limousin.  
En 2020, Météo-France publie une typologie des climats de la France métropolitaine dans laquelle la commune est exposée à un climat océanique altéré et est dans la région climatique  Poitou-Charentes, caractérisée par un bon ensoleillement, particulièrement en été et des vents modérés.
Pour la période 1971-2000, la température annuelle moyenne est de 11,8 °C, avec une amplitude thermique annuelle de 15 °C. Le cumul annuel moyen de précipitations est de 974 mm, avec 13,3 jours de précipitations en janvier et 7,6 jours en juillet. Pour la période 1991-2020, la température moyenne annuelle observée sur la station météorologique la plus proche, située sur la commune de Saint-Junien à 3,26 km à vol d'oiseau, est de 12,0 °C et le cumul annuel moyen de précipitations est de 957,1 mm,. Pour l'avenir, les paramètres climatiques de la commune estimés pour 2050 selon différents scénarios d’émission de gaz à effet de serre sont consultables sur un site dédié publié par Météo-France en novembre 2022.

## Urbanisme

### Typologie
Au 1er janvier 2024, Saint-Martin-de-Jussac est catégorisée commune rurale à habitat dispersé, selon la nouvelle grille communale de densité à sept niveaux définie par l'Insee en 2022.
Elle est située hors unité urbaine. Par ailleurs la commune fait partie de l'aire d'attraction de Limoges, dont elle est une commune de la couronne,. Cette aire, qui regroupe 127 communes, est catégorisée dans les aires de 200 000 à moins de 700 000 habitants,.

### Occupation des sols
L'occupation des sols de la commune, telle qu'elle ressort de la base de données européenne d’occupation biophysique des sols Corine Land Cover (CLC), est marquée par l'importance des territoires agricoles (89,3 % en 2018), une proportion identique à celle de 1990 (89,3 %). La répartition détaillée en 2018 est la suivante : 
prairies (69,5 %), zones agricoles hétérogènes (19,8 %), forêts (9,6 %), eaux continentales (1,1 %). L'évolution de l’occupation des sols de la commune et de ses infrastructures peut être observée sur les différentes représentations cartographiques du territoire : la carte de Cassini (XVIIIe siècle), la carte d'état-major (1820-1866) et les cartes ou photos aériennes de l'IGN pour la période actuelle (1950 à aujourd'hui).

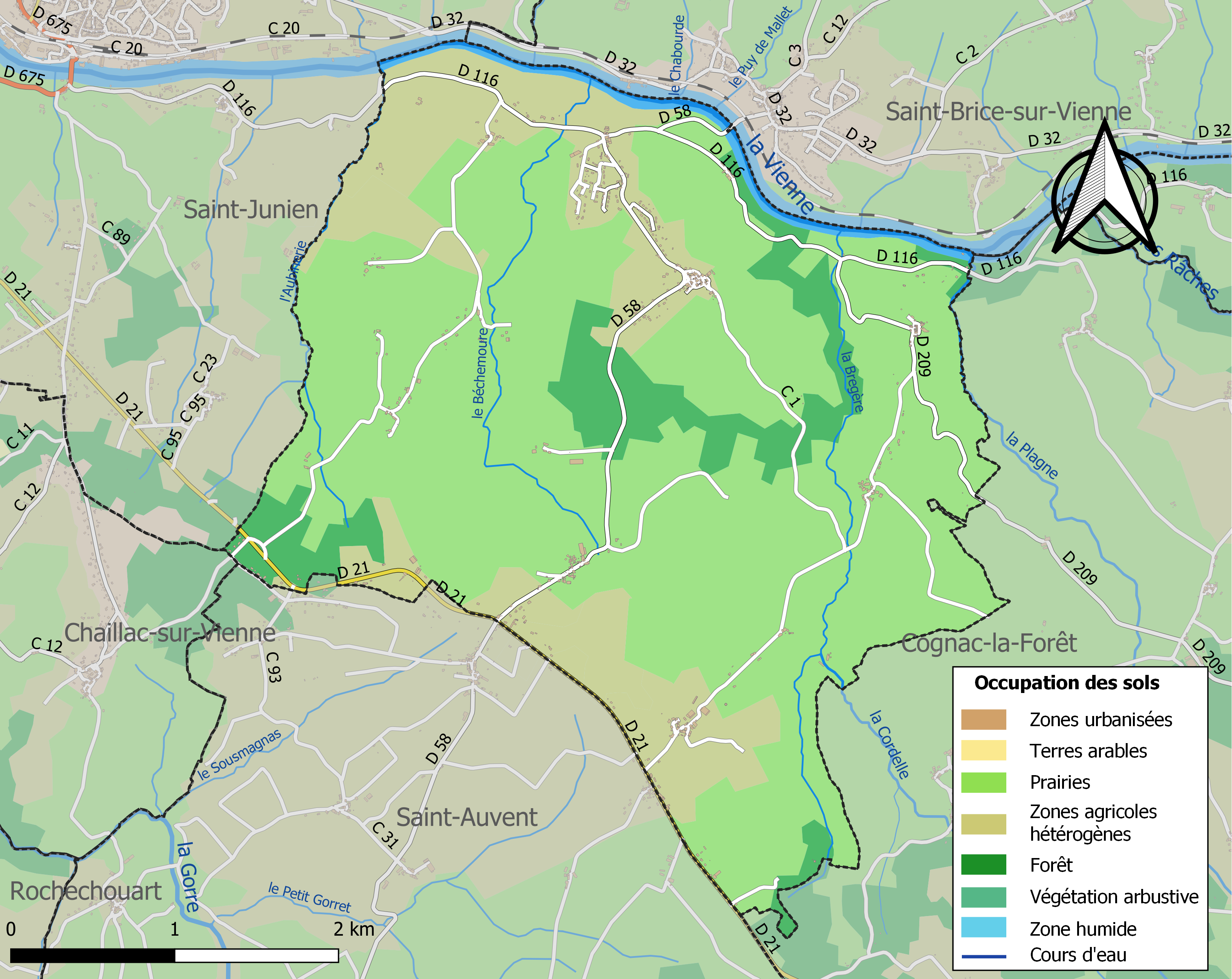
Carte des infrastructures et de l'occupation des sols de la commune en 2018 (CLC).

### Risques majeurs
Le territoire de la commune de Saint-Martin-de-Jussac est vulnérable à différents aléas naturels : météorologiques (tempête, orage, neige, grand froid, canicule ou sécheresse), inondations et séisme (sismicité faible). Il est également exposé à un risque technologique, la rupture d'un barrage, et à un risque particulier : le risque de radon. Un site publié par le BRGM permet d'évaluer simplement et rapidement les risques d'un bien localisé soit par son adresse soit par le numéro de sa parcelle.

#### Risques naturels
Certaines parties du territoire communal sont susceptibles d’être affectées par le risque d’inondation par débordement de cours d'eau, notamment la Vienne. La commune a été reconnue en état de catastrophe naturelle au titre des dommages causés par les inondations et coulées de boue survenues en 1982 et 1999,. Le risque inondation est pris en compte dans l'aménagement du territoire de la commune par le biais du plan de prévention des risques inondation (PPRI) de la « Vienne d'Aixe à Saillat », approuvé le 12 octobre 2007.

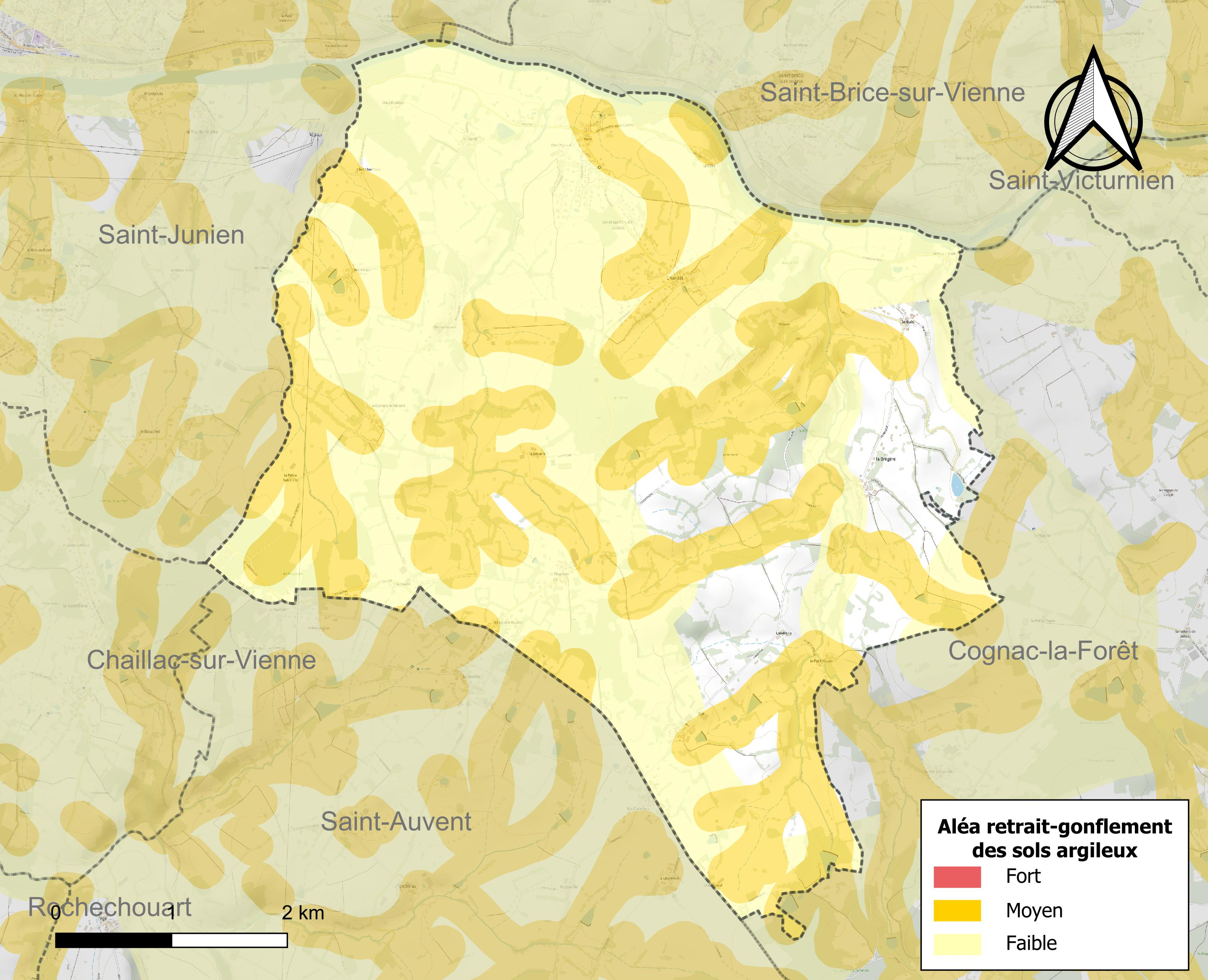
Carte des zones d'aléa retrait-gonflement des sols argileux de Saint-Martin-de-Jussac.

Le retrait-gonflement des sols argileux est susceptible d'engendrer des dommages importants aux bâtiments en cas d’alternance de périodes de sécheresse et de pluie. 41,7 % de la superficie communale est en aléa moyen ou fort (27 % au niveau départemental et 48,5 % au niveau national métropolitain). Depuis le 1er octobre 2020, en application de la loi ÉLAN, différentes contraintes s'imposent aux vendeurs, maîtres d'ouvrages ou constructeurs de biens situés dans une zone classée en aléa moyen ou fort,.
La commune a été reconnue en état de catastrophe naturelle au titre des dommages causés par des mouvements de terrain en 1999.

#### Risque technologique
La commune est en outre située en aval des barrages de Lavaud-Gelade, dans la Creuse, de Saint-Marc et de Vassivière, des ouvrages de classe A. À ce titre elle est susceptible d’être touchée par l’onde de submersion consécutive à la rupture de cet ouvrage.

#### Risque particulier
Dans plusieurs parties du territoire national, le radon, accumulé dans certains logements ou autres locaux, peut constituer une source significative d’exposition de la population aux rayonnements ionisants. Selon la classification de 2018, la commune de Saint-Martin-de-Jussac est classée en zone 3, à savoir zone à potentiel radon significatif.

## Politique et administration
| Période                                  | Période   | Identité       | Étiquette | Qualité |
| ---------------------------------------- | --------- | -------------- | --------- | --- |
| Les données manquantes sont à compléter. |           |                |           | |
| 1904                                     |           | Émile Gibouin  |           | Industriel Maire de Saint-Junien (1939 → 1944) Chevalier de la Légion d'honneur |
| Les données manquantes sont à compléter. |           |                |           | |
| mai 1945                                 | mars 1959 | Jean Moreau    |           | |
| mars 1959                                | mars 1989 | Pierre Rattier |           | |
| mars 1989                                | mars 2014 | Joël Ratier    | PCF       | Employé à la Sécurité sociale Conseiller régional du Limousin (1992 → 2015) Président de la CC Vienne-Glane (2001 → 2016) Président de la CC Porte Océane du Limousin (2016 → 2020) |
| mars 2014                                | mai 2020  | Luigia Soury   | PCF       | Fonctionnaire |
| mars 2020                                | En cours  | Alain Favraud  |           | Retraité |

## Démographie
L'évolution du nombre d'habitants est connue à travers les recensements de la population effectués dans la commune depuis 1793. Pour les communes de moins de 10 000 habitants, une enquête de recensement portant sur toute la population est réalisée tous les cinq ans, les populations de référence des années intermédiaires étant quant à elles estimées par interpolation ou extrapolation. Pour la commune, le premier recensement exhaustif entrant dans le cadre du nouveau dispositif a été réalisé en 2004.

En 2022, la commune comptait 567 habitants, en évolution de +0,71 % par rapport à 2016 (Haute-Vienne : −0,68 %, France hors Mayotte : +2,11 %).
| 1793 | 1800 | 1806 | 1821 | 1831 | 1836 | 1841 | 1846 | 1851 |
| ---- | ---- | ---- | ---- | ---- | ---- | ---- | ---- | ---- |
| 619  | 607  | 529  | 635  | 632  | 600  | 584  | 585  | 616  |

| 1856 | 1861 | 1866 | 1872 | 1876 | 1881 | 1886 | 1891 | 1896 |
| ---- | ---- | ---- | ---- | ---- | ---- | ---- | ---- | ---- |
| 611  | 583  | 580  | 577  | 571  | 607  | 642  | 638  | 606  |

| 1901 | 1906 | 1911 | 1921 | 1926 | 1931 | 1936 | 1946 | 1954 |
| ---- | ---- | ---- | ---- | ---- | ---- | ---- | ---- | ---- |
| 574  | 622  | 615  | 512  | 487  | 467  | 442  | 406  | 396  |

| 1962 | 1968 | 1975 | 1982 | 1990 | 1999 | 2004 | 2006 | 2009 |
| ---- | ---- | ---- | ---- | ---- | ---- | ---- | ---- | ---- |
| 396  | 367  | 301  | 344  | 410  | 442  | 472  | 477  | 514  |

| 2014 | 2019 | 2022 | - | - | - | - | - | - |
| ---- | ---- | ---- | - | - | - | - | - | - |
| 562  | 568  | 567  | - | - | - | - | - | - |

## Culture locale et patrimoine

### Lieux et monuments
La motte féodale de Bar :
située sur une prairie humide, au sud ouest du village de Bar, commune de Saint-Martin-de Jussac, cette motte féodale a une faible hauteur et une plateforme modeste. Elle était défendue par un fossé en eau, remblayé par les pratiques agricoles postérieures. Il y avait probablement une basse-cour (masures de paysans bénéficiant de la protection de la palissade qui entourait la motte, et au sommet de laquelle s'élevait certainement une tour de bois pour le guêt). Connue sous le nom de « Tour de Bard », elle se trouve sur la vicomté de Rochechouart, dépendant sous l'Ancien Régime de la province du Poitou. Au XVe siècle, le lieu appartient à la famille des seigneurs des Cars, qui y aurait édifié une chapelle. Aujourd'hui, cette motte est inscrite à l'inventaire supplémentaire des monuments historiques.
Église Saint-Martin de Jussac :
L'édifice a été inscrit au titre des monuments historiques en 1974.
Cette modeste église romane fut construite en deux phases. La première concerne l'abside et la travée adjacente, élevée entre 1080 et 1100. La seconde, de la fin du XIIe siècle, concerne la travée et le clocher. De discrètes modénatures montrent un travail de maçonnerie soigné, employant le vocabulaire architectural caractéristique de l'art roman.

### Héraldique
| Blason de Saint-Martin-de-Jussac | Blason  | De gueules à la tour d'agent.                    |
| Blason de Saint-Martin-de-Jussac | Détails | Le statut officiel du blason reste à déterminer. |